# The Adventures of Cliff Booth
Série
Once Upon a Time… in Hollywood
(2019)
Pour plus de détails, voir Fiche technique et Distribution.
The Adventures of Cliff Booth est un film américain réalisé par David Fincher et dont la sortie est prévue en exclusivité sur Netflix. C'est une suite directe à Once Upon a Time… in Hollywood (2019) de Quentin Tarantino. Brad Pitt y reprend son rôle de Cliff Booth, cette fois-ici personnage principal de l'intrigue. Celle-ci se déroule en 1977, 8 ans après les évènements du premier opus.

## Fiche technique
Sauf indication contraire, les informations mentionnées dans cette section peuvent être confirmées par la base de données cinématographiques IMDb,  présente dans la section « Liens externes ».
- Titre original : The Adventures of Cliff Booth
- Titre de travail : The Continuing Adventures of Cliff Booth
- Réalisation : David Fincher
- Scénario : Quentin Tarantino
- Direction artistique : N/A
- Décors : N/A
- Musique : N/A
- Montage : N/A
- Photographie : Erik Messerschmidt
- Production : Ceán Chaffin, David Heyman, Shannon McIntosh, Brad Pitt, Stacey Sher et Quentin Tarantino
- Société de production : Plan B Entertainment et Panic Pictures
- Distribution : Netflix
- Pays de production :  États-Unis
- Langue originale : anglais
- Genre : comédie, thriller
- Dates de sortie : 2026 Date sujette à modification

## Distribution
- Brad Pitt : Cliff Booth
- Elizabeth Debicki
- Scott Caan
- Yahya Abdul-Mateen II
- Carla Gugino
- Holt McCallany
- Timothy Olyphant : James Stacy
- JB Tadena
- Corey Fogelmanis
- Karren Karagulian

## Production

### Genèse et développement
Le 1er avril 2025, il est annoncé non seulement que Quentin Tarantino a écrit une suite à son dernier film Once Upon a Time… in Hollywood centrée cette fois-ci sur le personnage de Cliff Booth, joué par Brad Pitt, mais que ce sera David Fincher qui sera à la mise en scène du film.
Il est ensuite précisé que le titre est raccourci en The Adventures of Cliff Booth.

### Attribution des rôles
Dès l'annonce du projet, Brad Pitt est le premier acteur engagé pour reprendre son rôle du cascadeur Cliff Booth. Le même jour, il est annoncé que Leonardo DiCaprio, serait en cours de négociations pour reprendre son personnage de Rick Dalton pour une brève apparition.
Le 29 mai, c'est au tour d'Elizabeth Debicki et Scott Caan de rejoindre la distribution.
Le 10 juin, la distribution s'étoffe avec l'arrivée de Yahya Abdul-Mateen II. Il est rejoint peu après par Carla Gugino, puis par Holt McCallany. En juillet, c'est au tour de JB Tadena (en), Corey Fogelmanis (en) et Karren Karagulian d'être annoncés,,.
En août, Timothy Olyphant révèle qu'il reprendra son rôle de James Stacy

### Tournage
Le tournage débute en juillet 2025 à Los Angeles. Brad Pitt, David Fincher et l'équipe du film sont aperçus devant la devanture du New Beverly Cinema, un cinéma appartenant à Quentin Tarantino.